# Д’Обиньи, Уильям, 4-й граф Арундел
Уи́льям д’Обиньи́ (англ. William d'Aubigny), известный также как Уильям де Альбини V (англ. William de Albini V; ок. 1200 — август 1224) — английский аристократ, 4-й граф Арундел и главный кравчий Англии с 1221, старший сын Уильяма д’Обиньи, 3-го графа Арундела, и Мабель Честерской.

## Происхождение
Уильям происходил из англо-нормандского рода Альбини (д’Обиньи), предки которого происходили из Сен-Мартен-д’Обиньи в нормандском Котантене в современном французском департаменте Манш. Они переселились в Англию после нормандского завоевания, получив владения в Норфолке и Кенте. Один из представителей рода, Уильям д’Обиньи, 1-й граф Арундел, женился на Аделизе Лувенской, вдове короля Генриха I Боклерка, получив за женой замок Арундел, а позже получив от короля Стефана Блуаского титул «граф Сассекс», однако в поздних источниках его называют графом Арунделом. Его потомки владели титулом, а также занимали наследственную должность главного кравчего Англии. Внук Уильяма, Уильям Д’Обиньи, 3-й граф Арундел, был женат на Мабели, одной из дочерей Гуго де Кевильока, 5-го графа Честера. В этом браке родилось двое сыновей и несколько дочерей. 

## Биография
Уильям родился около 1200 года. Он был старшим из двух сыновей 3-го графа Арундела и Мабели Честерской. После смерти отца в 1221 году унаследовал его владения, титул графа Арундела и должность главного кравчего Англии. Правил он недолго и умер уже в августе 1224 года (не позднее 7 августа). Его тело было захоронено в аббатстве Уаймондхэм.
Уильям засвидетельствовал недатированную хартию о дарении владения Снергейт аббатству Робертс Бридж.
Женат Уильям не был и детей не имел, поэтому ему наследовал младший брат Хью.